# یوری سارگسیان (مهندس)
یوری لوونی سارگسیان (ارمنی: Յուրի Լևոնի Սարգսյան؛  زادهٔ ۹ فوریهٔ ۱۹۴۱ - ۲۵ سپتامبر ۲۰۲۴) یک دانشمند و مهندس اهل ارمنستان بود. وی از تاریخ ۱۹۹۰ تا تاریخ ۱۹۹۵ سمت نمایندگی دوره اول شورای عالی جمهوری ارمنستان را برعهده داشت.

## زندگی‌نامه
در ۹ فوریهٔ ۱۹۴۱ در ایروان به دنیا آمد و از دانشگاه پلی‌تکنیک ارمنستان (۱۹۶۲) فارغ‌التحصیل شد. وی عضو فرهنگستان ملی علوم ارمنستان بود. وی همچنین برنده نشان آنانیا شیراکاتسی (۱۹۹۹)، نشان افتخار مسروپ ماشتوتس مقدس (۲۰۰۳)، دانشمند شایسته جمهوری ارمنستان (۲۰۱۱)، مدال یادبود نخست‌وزیر ارمنستان (۲۰۱۱) و نشان برجسته افتخار (۱۹۸۵) شده است. وی در ۲۵ سپتامبر ۲۰۲۴ در ست ۸۳ سالگی درگذشت.

## یادداشت
1. ↑  տեխնիկական գիտությունների դոկտոր